# Kenai (Alaska)
Kenai è una città vicina al Fiume Kenai nel Borough della Penisola di Kenai situato sul versante meridionale della penisola dell'Alaska e a nordovest degli Stati Uniti d'America. La popolazione è aumentata molto nel corso dei decenni. Infatti nel 1940 la popolazione contava poco più di 300 abitanti, nel censimento del 2007 invece si è constatato che la popolazione contava 7 686 abitanti.